# Bertrand Méheust
Ne pas confondre avec Bertrand Meheut.
 (décembre 2022).
Bertrand Méheust (né le 12 juillet 1947[réf. nécessaire]) est un écrivain français, spécialiste de parapsychologie. Anciennement professeur de philosophie à Troyes (lycée Camille Claudel) aujourd'hui à la retraite, il est docteur en sociologie et membre du comité directeur de l'Institut métapsychique international.

## Travaux
En 1978, Bertrand Méheust publie un ouvrage qui pose la question de l'antériorité de la science-fiction sur le phénomène OVNI. Comment expliquer que les auteurs des pulps du début du XXe siècle aient pu présenter avec tant de détails un phénomène qui n'apparaîtra que plusieurs années plus tard, si l'on considère que c'est en 1947 avec l'observation de Kenneth Arnold que commence l'histoire des OVNI ? L'ouvrage est régulièrement cité par les sceptiques qui y voient un argument fort en faveur du modèle sociopsychologique du phénomène ovni. Dans cet ouvrage, très influencé par Carl Gustav Jung, Méheust défend l'hypothèse extraterrestre au second degré. 
En 1999, sa thèse universitaire est éditée en deux tomes sous le titre de Somnambulisme et médiumnité. Le livre fait le point sur les controverses suscitées par la parapsychologie, mais aussi la psychologie. Il retrace l'histoire des recherches, des théories et des concepts qu'ont engendrés la question des potentiels cachés de l'être humain depuis la fin du XVIIIe siècle. 

Analysant l'ouvrage Somnambulisme et médiumnité, Georges Bertin écrit : 
« Contre l'irrévocable certitude sartrienne voulant que toute conscience soit inaccessible à toute autre conscience, l'auteur va instruire historiquement et sociologiquement, à charge et à décharge, le procès du magnétisme, de la métagnomie et de la lucidité magnétique évacués par le rationalisme. Il rejoint là Lucien Lévy-Bruhl et sa théorie des appartenances : un être humain forme avec les objets qui lui appartiennent un système vivant. »
Posant alors, sur le mode du « décrire/construire », la question de l'indécidabilité de telles connaissances, Méheust se demande à la fois comment les phénomènes observés s'étayent sur des propriétés primaires du psychisme humain et comment ils s'articulent à la culture, estimant que, de toutes les cultures qui ont intégré et actualisé cette potentialité, la culture occidentale est la seule à avoir opté pour le rejet.
Bertrand Méheust est actuellement un des principaux connaisseurs du domaine de la métapsychique en langue française et, à ce titre, il est amené à répondre régulièrement aux arguments des sceptiques francophones, les zététiciens en particulier. Il a publié dans cette perspective Devenez savants : découvrez les sorciers en réponse au livre polémique d'Henri Broch et Georges Charpak, Devenez sorciers, devenez savants, à propos de l'étude des phénomènes psy et du paranormal. Il propose à Charpak et à Broch de venir participer aux expériences menées à l'Institut métapsychique, invitation restée sans réponse.
Dernièrement, il a proposé une nouvelle lecture d'À la Recherche du temps perdu. 

## Publications
- Science-fiction et soucoupes volantes - Une réalité mythico-physique, préfacé de Aimé Michel, Mercure de France 1978 - Thèse "mythico-physique" du phénomène des soucoupes volantes. Réédition revue et augmentée le 11 mai 2007 aux Éditions Terre De Brume, collection Pulp Science.
- Soucoupes Volantes et Folklore, Mercure de France, Paris 1985,  (ISBN 2-902702-71-X). En soucoupes volantes - vers une ethnologie des récits d'enlèvements - Sur les cas d'abductions, réédité par Imago, 1992.
- Somnambulisme et médiumnité (Synthélabo, Les Empêcheurs de penser en rond, 1999), Le défi du magnétisme (tome 1,  (ISBN 2843240662)), Le choc des sciences psychiques (tome 2,  (ISBN 2843240689)).
- Retour sur l' "Anomalie belge", Le Livre Bleu Éditeur, Marseille, 2000,  (ISBN 2-912607-01-9).
- Ouvrage collectif sous la dir. d'E.J. Duits et E. Raulet, Paranormal entre mythes et réalités, Dervy, mai 2002 : Le phénomène Ovni  - Métamorphose d'une mythe et émergence d'une réalité (débat avec Jacques Vallée), Le Somnambulisme.
- Un voyant prodigieux – Alexis Didier, 1826-1886, Les Empêcheurs de penser en rond, 2003.
- Devenez savants : découvrez les sorciers - lettre à George Charpak, Dervy, 2004 - (Réponse au livre Devenez sorciers, devenez savants de Georges Charpak et Henri Broch).
- Ouvrage collectif, Le Mythe : Pratiques, récits, théories ; Volume 3 : Voyance et Divination, approches plurielles. Avec P. L. Rabeyron et M. Zafiropoulos., Anthropos-Economica, 2004.
- 100 Mots pour comprendre la voyance. Ed. Les Empêcheurs de Penser en Rond, octobre 2005.
- Le dégout et l'effroi, La nécessité d'un changement d'alliance, in La guerre des psys, Manifeste pour une Psychothérapie Démocratique. Sous la direction de Tobie Nathan, Les Empêcheurs de Penser en Rond, mars 2006.
- Histoires paranormales du Titanic, Ed. J’ai Lu, 2006.
- La Politique de l’oxymore, Les Empêcheurs de Penser en Rond, mars 2009.
- Les miracles de l'esprit : Qu'est ce que les voyants peuvent nous apprendre ?, Les Empêcheurs de Penser en Rond, La découverte, janvier 2011.
- La nostalgie de l'Occupation : Peut-on encore se rebeller contre les nouvelles formes d'asservissement ?, Les Empêcheurs de Penser en Rond, La Découverte, février 2012.
- Jésus thaumaturge. Enquête sur l'homme et ses miracles, InterEditions, 2015  (ISBN 9782729615376)
- La conversion de Guillaume Portail. Comment l'homme le plus riche du monde s'en est pris au capitalisme, Libre & Solidaire, 2018
- Proust voyant, Vues de l'esprit, 2023  (ISBN 978-2931146057)